# NGC 7424
NGC 7424 ist eine Balken-Spiralgalaxie vom Hubble-Typ SBc im Sternbild Kranich am Südsternhimmel. Sie ist schätzungsweise 41 Millionen Lichtjahre von der Milchstraße entfernt und hat einen Durchmesser von etwa 115.000 Lichtjahren.
Die Supernovae SN 2001ig (Typ IIb) und SN 2017bzb (Typ II) wurden hier beobachtet.
Das Objekt wurde am 5. September 1834 von John Herschel entdeckt.